# Anna Maria Jaromin
Anna Maria Jaromin (ur. ok. 1999) – polska uczestniczka konkursów piękności, Miss Polski (2020).

## Życiorys
Pochodzi z Katowic. W dzieciństwie zaczęła uprawiać jazdę konną. W 2015 roku wygrała Mistrzostwa Polski Amazonek w Damskim Siodle w ujeżdżeniu w kategorii mała runda i  Mistrzostwo Polski Amatorów w ujeżdżeniu w kategorii juniorów.
W 2016 roku zdobyła  tytuł Queen of Poland oraz Princess of the World 2016. W 2018 została Miss Beskidów, a także po raz pierwszy wzięła udział w konkursie Miss Polski. W 2019 została The Miss Globe Poland 2019 i reprezentowała Polskę w trakcie gali Miss Globe 2019.
17 stycznia 2021 jako reprezentantka województwa śląskiego została Miss Polski 2020 pokonując w finale 23 rywalki. Gdy została Miss Polski, Jaromin była studentką Wyższej Szkoły Zarządzania Ochroną Pracy w Katowicach na kierunku bezpieczeństwo wewnętrzne (należała do zarządu Koła Naukowego Kryminalistyki i Kryminologii WSZOP).